# Distrito electoral de Nemaha (condado de Richardson, Nebraska)
Nemaha (en inglés: Nemaha Precinct) es un distrito electoral ubicado en el condado de Richardson en el estado estadounidense de Nebraska. En el Censo de 2010 tenía una población de 103 habitantes y una densidad poblacional de 1,11 personas por km².

## Geografía
Nemaha se encuentra ubicado en las coordenadas 40°2′8″N 95°50′18″O / 40.03556, -95.83833. Según la Oficina del Censo de los Estados Unidos, Nemaha tiene una superficie total de 93.01 km², de la cual 92.97 km² corresponden a tierra firme y (0.04%) 0.04 km² es agua.

## Demografía
Según el censo de 2010, había 103 personas residiendo en Nemaha. La densidad de población era de 1,11 hab./km². De los 103 habitantes, Nemaha estaba compuesto por el 94.17% blancos, el 0% eran afroamericanos, el 4.85% eran amerindios, el 0% eran asiáticos, el 0% eran isleños del Pacífico, el 0% eran de otras razas y el 0.97% pertenecían a dos o más razas. Del total de la población el 2.91% eran hispanos o latinos de cualquier raza.